# Dichaetomyia celebesiensis
Dichaetomyia celebesiensis är en tvåvingeart som beskrevs av Shinonaga 2004. Dichaetomyia celebesiensis ingår i släktet Dichaetomyia och familjen husflugor. Inga underarter finns listade i Catalogue of Life.